# Fabian Lustenberger
Fabian Lustenberger (* 2. Mai 1988 in Wolhusen) ist ein ehemaliger Schweizer Fussballspieler. Er stand zuletzt beim BSC Young Boys unter Vertrag.

## Vereinskarriere

### FC Luzern
In seiner ersten Saison (2005/06) für den FC Luzern unter Trainer Ciriaco Sforza bekam Lustenberger zunehmend dessen Vertrauen, eroberte sich bis zur Saisonhälfte einen Stammplatz im offensiven Mittelfeld und wurde zu einem wichtigen Bestandteil der jungen Luzerner Mannschaft.

### Hertha BSC

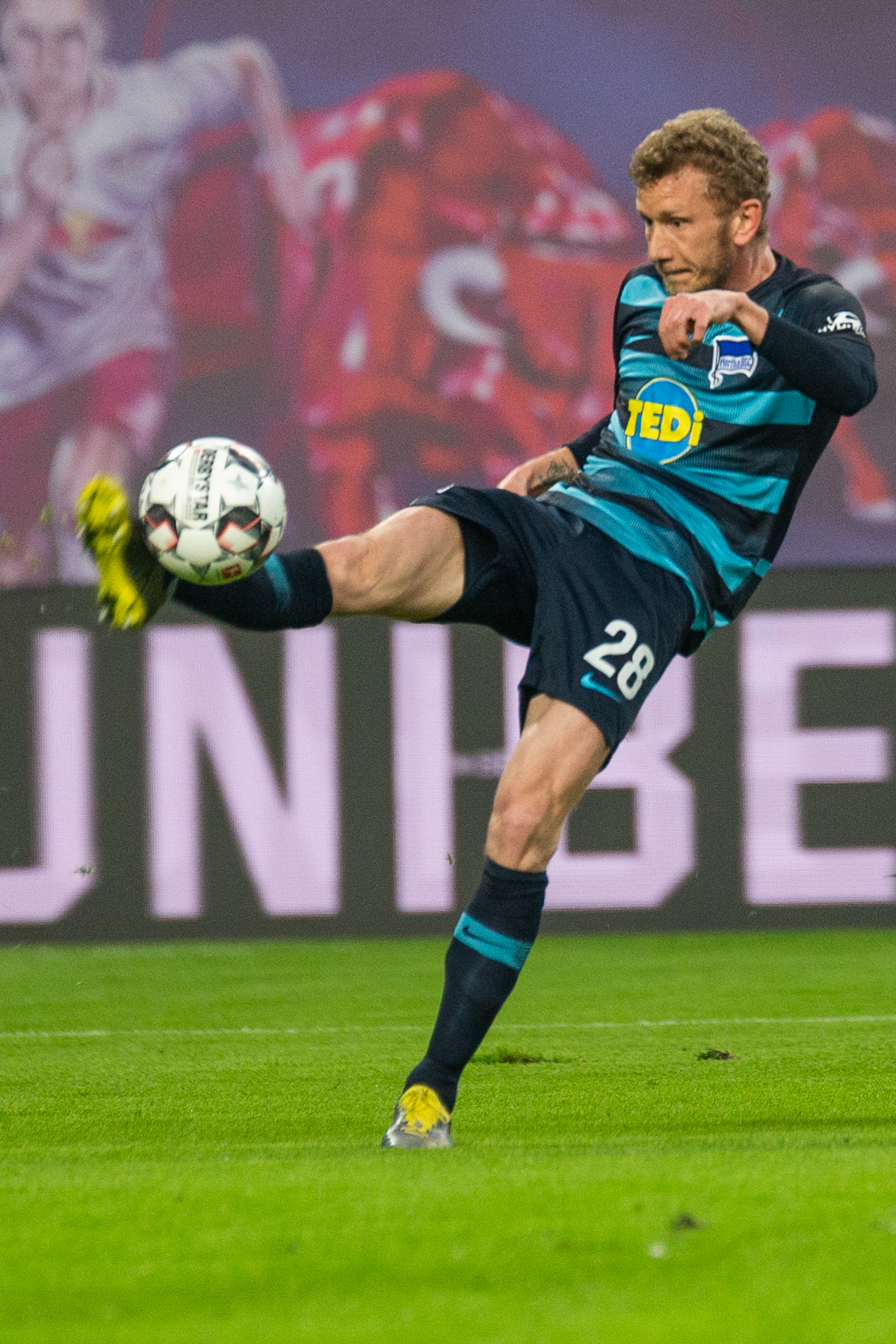

Im August 2007 wechselte er für 1,5 Millionen Euro zu Hertha BSC in die deutsche Bundesliga. Sein erstes Bundesligaspiel bestritt er am 18. August 2007 beim 3:1 gegen den VfB Stuttgart, sein letztes bei der 1:5-Niederlage gegen Bayer 04 Leverkusen am 18. Mai 2019. Am 9. Dezember 2007 erzielte er bei der 2:1-Niederlage beim 1. FC Nürnberg sein erstes Bundesliga-Tor. Von 2013 bis 2016 war er Kapitän der «Alten Dame». Seine grössten Erfolge mit Hertha BSC waren die Zweitliga Meisterschaften 2010/11, 2012/13 und die Teilnahmen am Internationalen Wettbewerb (20 Spiele) 2008/09, 2009/10, 2016/17 und 2017/18. Er absolvierte in zwölf Jahren 271 Erst- und Zweitligaspiele und erzielte dabei vier Tore. Nach der Bundesligasaison 2018/19 verliess er als dienstältester Profi den Verein und wechselte in die Heimat. Dort schloss er sich dem BSC Young Boys an.

### BSC Young Boys
Lustenberger unterschrieb beim BSC Young Boys einen bis Sommer 2022 laufenden Vertrag, der Ende 2021 um ein Jahr bis zum Sommer 2023 verlängert wurde. Vor der Saison 2019/20 wurde er zum Captain ernannt. Am Ende der Saisons 2019/20 und 2020/21 konnte er den Meistertitel feiern. Lustenberger litt immer wieder unter Verletzungen, die ihn zu teils mehrwöchigen Spielpausen zwangen. Im November 2019 erlitt er im Spiel gegen den FC Porto (1:2-Niederlage) eine Prellung am Oberschenkel, die ein Kompartmentsyndrom zur Folge hatte, welche eine Operation erforderte. Im November 2020 folgte eine Verletzung am Lendenwirbel im Spiel gegen den CSKA Sofia (1:0-Sieg). Kurz nach dem zweiten Meistertitel erlitt er im April 2021 im Training einen Achillessehnenriss und fiel für 18 Wochen aus, bevor er am 1. Dezember 2021 im Spiel gegen den FC Lugano zum Team zurückkehrte (3:1-Sieg). Danach stand er zwar mehrheitlich wieder in der Startformation, zog sich aber im April 2022 im Spiel gegen den FC Basel (2:2) neuerdings eine Muskelverletzung zu und sass danach zwei Spiele auf der Bank, ohne eingesetzt zu werden. Auch in der folgenden Saison 2022/23 fiel er im Juli/August nochmals verletzungsbedingt für zwei Spiele aus und wurde darauf in drei Spielen erst in der 2. Halbzeit eingewechselt. Seither spielt er zwar meist wieder in der Startelf, sass aber bisher auch sechs Mal lediglich als Ersatzspieler auf der Bank, ohne eingesetzt zu werden (Stand 30. April 2023). Im Spiel am 30. April 2023, als die Young Boys vorzeitig Schweizer Meister wurden, wurde er in der 79. Minute eingewechselt.
Per Ende Mai 2024, zum Ende der Saison, gab er den Rücktritt bekannt.

## Nationalmannschaft
Am 25. Juni 2011 wurde er mit der U21-Nationalmannschaft der Schweiz Vize-Europameister.
Am 15. November 2013 debütierte er unter Ottmar Hitzfeld für die Schweizer Nationalmannschaft im Freundschaftsspiel gegen Südkorea (1:2-Niederlage), wo er für die 2. Halbzeit anstelle von Fabian Schär eingewechselt wurde.
Im Spiel der EM-Qualifikation 2016 am 14. Juni 2015 gegen Litauen (2:1-Sieg) stand er nicht im Aufgebot. In den Spielen zur EM-Qualifikation 2016 am 5. September 2015 gegen Slowenien (3:2-Sieg), am 8. September 2019 gegen England (0:2-Niederlage) und am 9. Oktober 2014 gegen San Marino (7:0-Sieg) war er Ersatzspieler, ohne eingesetzt zu werden, während er am 12. Oktober 2015 gegen Estland (1:0-Sieg) in der Startformation stand und durchspielte.
In den Testspielen am 31. März 2015 gegen die USA (1:1) und am 13. November 2015 gegen die Slowakei (2:3-Niederlage) war er Ersatzspieler, ohne eingesetzt zu werden, im Testspiel am 17. November 2015 gegen Österreich (2:1-Sieg) wurde er in der 70. Minute für Josip Drmic eingewechselt.
Danach erhielt Lustenberger kein Aufgebot mehr für die Nationalmannschaft.

## Persönliches
Sein Bruder Simon ist ein ehemaliger Fussballspieler. Er ist nicht verwandt mit dem ehemaligen Profispieler des FC Luzern, Claudio Lustenberger.
Am 31. Mai 2013 heiratete Lustenberger auf dem Pfingstberg in Potsdam seine aus Brandenburg stammende Freundin Monique, Kandidatin der ersten Staffel Sommermädchen auf ProSieben. Er hat mit ihr zwei Söhne und eine Tochter.
Seit 2024 ist er Fussballexperte bei SRF.

## Titel und Erfolge
- Meister 2. Bundesliga 2011 und 2013 mit Hertha BSC
- Schweizer Meister 2020, 2021, 2023, 2024 mit dem BSC Young Boys
- Schweizer Cupsieger 2020 und 2023 mit dem BSC Young Boys